# Ramón Chao
Ramón Luís Chao Rego (21 de julho de 1935 – 20 de maio de 2018) foi um jornalista e escritor espanhol.

## Biografia
Ramón Chao ganhou o Premio de Virtuosismo para Piano, em 1955. No mesmo ano mudou-se para Paris, França, para estudar música com Nadia Boulanger e Lazare Lèvy. Em 1960, iniciou a sua colaboração com o RTF, de línguas Ibéricas. Além de ter atuado no rádio, colaborou também com o semanal espanhol Triunfo, e mensalmente Le Monde Diplomatique, além dos jornais Le Monde e La Voz de Galicia.
Ramón Chao foi nomeado chevalier de Ordre des Arts et des Lettres , em 1991, e nomeado como diretor em 2004. Em 2003, o governo espanhol concedeu-lhe a Ordem del Mérito Civil. Em 1997, ganhou o prêmio Premio Galiza de la Comunicación. Em 2001, o prêmio Liberpress, em Gerona, por sua contribuição, coerência e solidariedade no campo jornalístico.
Ele era irmão do escritor Xosé Chao Rego, e pai do radialista Antônio Chao e do músico e cantor Manu Chao, ambos membros do Mano Negra.

## Obras
- Georges Brassens (1973)[1]
- Después de Franco, a Espanha (1975)[1]
- Guía secreta de París (1979)[1]
- O lago de Como (1982)[1]
- Conversaciones con Alejo Carpentier (1984)
- Onu possível Onetti (1992)[1]
- Mano negra en Colômbia: Un tren de hielo y fuego (1992) (tradução para o inglês: O Trem de Gelo e Fogo, publicado pela Rota, 2009, ISBN 978-1-901-92737-5).
- Prisciliano de Compostela (1999)[1]
- Abecedario (subjetivo) de la globalización (com Ignacio Ramonet e Jacek Wozniak)
- La pasión de la Bella Otero (2001)
- Desde mi otero (2003)
- Porque Cuba é você (2005)
- Las Travessias de Luis Gontán (2006)
- Las andaduras del Che com Jaceck Wozniak) (2007)
- Guia del París Rebelde con Ignacio Ramonet, (2008)
- Memórias de un invasor (2008)
- Cuba-Milagres (con Jacek Wozniak e Antoine Chao (2009)

## Filmes
- Llorens Artigas com Georges Ferraro TVF (1970)
- Arriba España com José María Berzosa e André Acampamento. SFP París (1976)
- Oú es-Tu ?  com J. M. Berzosa FR3(1989)
- 50 años después de la guerra, com José Maria Berzosa (1980 - SFR)
- Tres días con Onetti, com José María Berzosa - SFP-Paris (1990), Océaniques

## Prêmios e honrarias
Ramón Chao foi nomeado Cavaleiro de Artes e Letras da França em 1991, promovido a oficial em 2004, e em 2003 o Estado espanhol concedeu-lhe a Comenda do Mérito Civil. Em 1997, ele foi premiado com o Galicia Communication Prize. Em 2001, ganhou o prêmio Liberpress em Gerona.